# فرودگاه نیروی هوایی سلطنتی بنسون
فرودگاه نیروی هوایی سلطنتی بنسون (به انگلیسی: RAF Benson) یک فرودگاه نظامی با کد یاتا BEX است که یک باند فرود آسفالت دارد و طول باند آن ۱۸۲۳ متر است. این فرودگاه در کشور انگلستان قرار دارد و در ارتفاع ۶۹ متری از سطح دریا واقع شده است.